# Buick Riviera
Der Buick Riviera war ein von 1963 bis 1998 gebautes großes Luxuscoupé der zum amerikanischen General Motors Konzern gehörenden Automobilmarke Buick.

## Riviera, 1963–1965

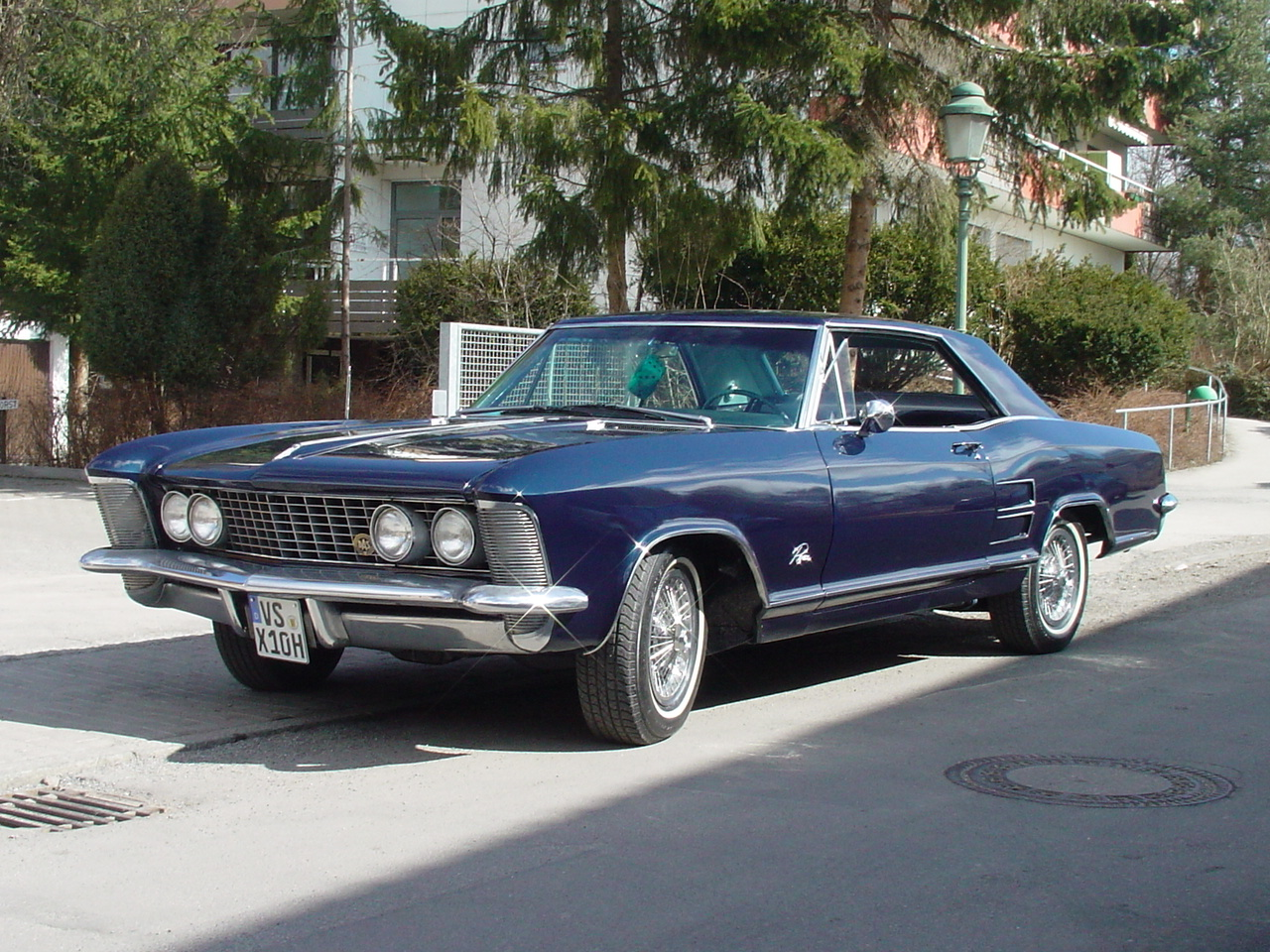
Buick Riviera, 1963–1965

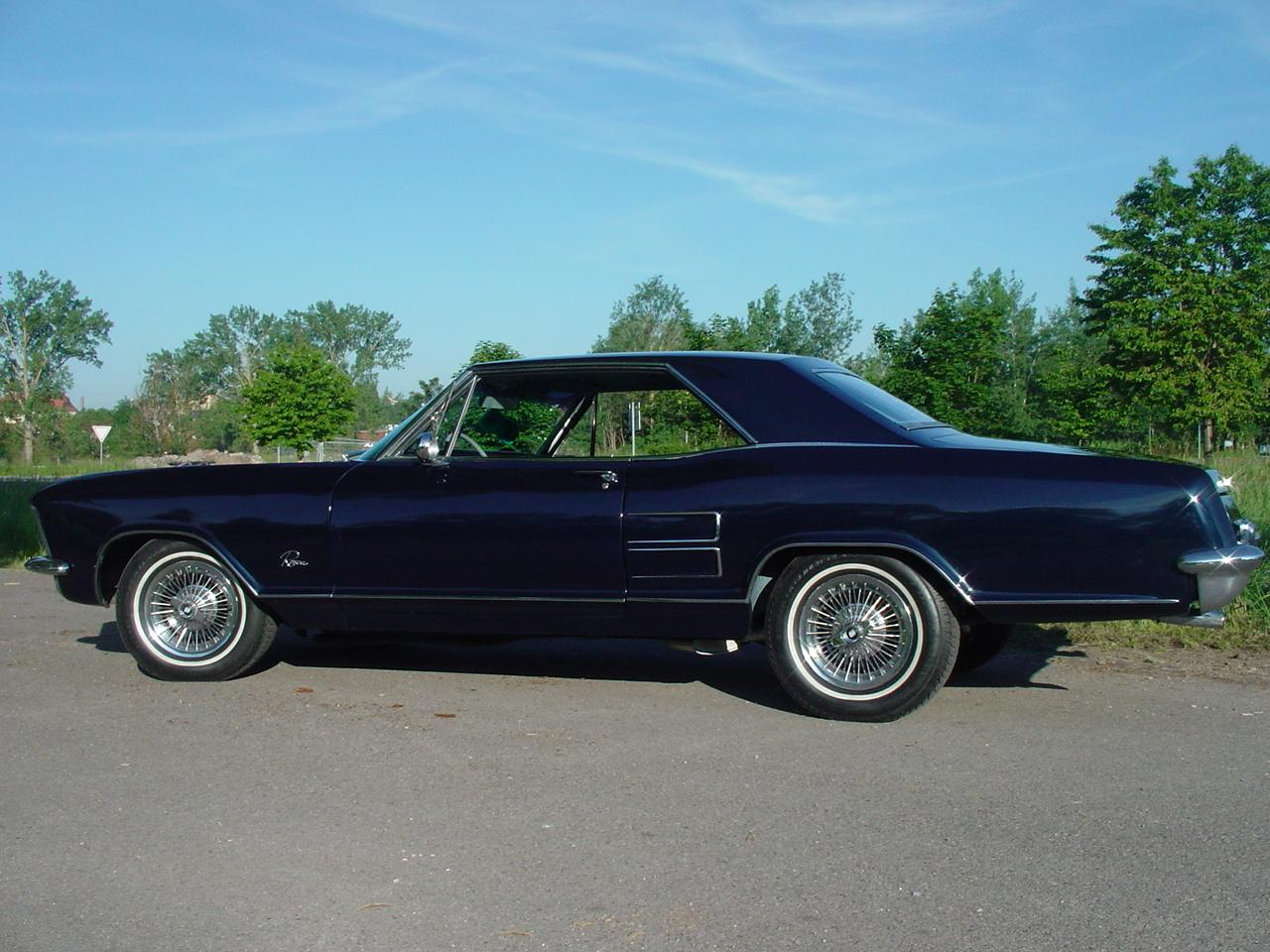
Seitenansicht des ersten Riviera

Die ersten Rivieras wurden von Oktober 1962 bis 1965 gebaut. Der Basiskaufpreis belief sich auf USD 4333 im Jahr 1963. Das von Chefdesigner Bill Mitchell entworfene und im Segment der Personal Luxury Cars angesiedelte Modell mit 4 Sitzplätzen wurde als Konkurrent des viersitzigen Ford Thunderbird lanciert.
Ursprünglich sollte Cadillac dieses Modell als Nachfolger des La Salle produzieren. Auf Grund fehlender Kapazitäten wurde die Fertigung dann von General Motors an die Automarke Buick vergeben.
Als eine Symbiose aus Ferrari und Rolls-Royce sollte das Sportcoupé auch im europäischen Luxusmarkt Fuß fassen. Das Design prägte nachfolgende Modelle der meisten Hersteller. Geklebte Windschutz- und Heckscheibe, neuartiges Metallklebeverfahren an der Karosserie und für ein amerikanisches Fahrzeug ungewöhnliche, rahmenlose Türscheiben waren damals richtungsweisend. Der Buick Riviera wurde mit verschiedenen Designpreisen ausgezeichnet.
1963 und 1964 noch mit Doppelscheinwerfern im Grill und im Jahr 1965 mit abgedeckten Scheinwerfern hinter den seitlichen senkrechten Grills der Kotflügelspitzen blieb die 5283 mm lange Karosserie bis auf kleine Details unverändert. Motorisiert wurde der Riviera 1963 mit dem Buick Nailhead V8-Ottomotor mit 6572 cm3 Hubraum mit Drehmoment von 603 Nm und 325 SAE-PS (ca. 240 kW) oder Siebenliter-V8-Motor mit 630 Nm und mit 340 SAE-PS (250 kW). 1963 noch mit dem Zweigang-Dynaflow-Automatikgetriebe ausgestattet, wurde ab 1964 die Dreigangautomatik TH400 verbaut. Ab 1964 wurde der Siebenliter-Motor mit 6966 cm3 und 340 SAE-PS oder 360 SAE-PS, dann mit zwei Doppel-Registervergaser, angegeben. 1965 kam als sportlich auftretendes Spitzenmodell der Riviera Gran Sport (GS) ins Programm.
Bei einem Gesamtgewicht zwischen 1811 und 1832 kg erreichte er eine Höchstgeschwindigkeit von 177–185 km/h und beschleunigte von 0 auf 100 km/h in 8,1–9,5 Sekunden.
Der Riviera hatte rundherum Trommelbremsen mit Bremskraftverstärker und vorn eine Einzelradaufhängung mit Schraubenfedern. Die starre hintere Antriebsachse besaß ebenfalls Schraubenfedern. Der Radstand betrug 2972 mm. Eine Servolenkung mit höhenverstellbarem Lenkrad war ebenso Serienausstattung, wie Scheibenwischer mit zwei Geschwindigkeitsstufen und eine elektrische Uhr. Der Innenraum hatte einen hochflorigen Teppich und ein gepolstertes Armaturenbrett sowie eine Mittelkonsole.
Klimaanlage, elektrische Fensterheber und Sitzverstellung sowie eine Zentralverriegelung konnten als Extra geordert werden.
Vom Riviera der ersten Generation wurden in drei Jahren 112.544 Stück gefertigt, die sich auf genau 40.000 Fahrzeuge im Modelljahr 1963, sowie 37.658 für 1964 und im letzten Modelljahr 1965 mit 34.586 Fahrzeuge aufteilten.

## Riviera, 1966–1970

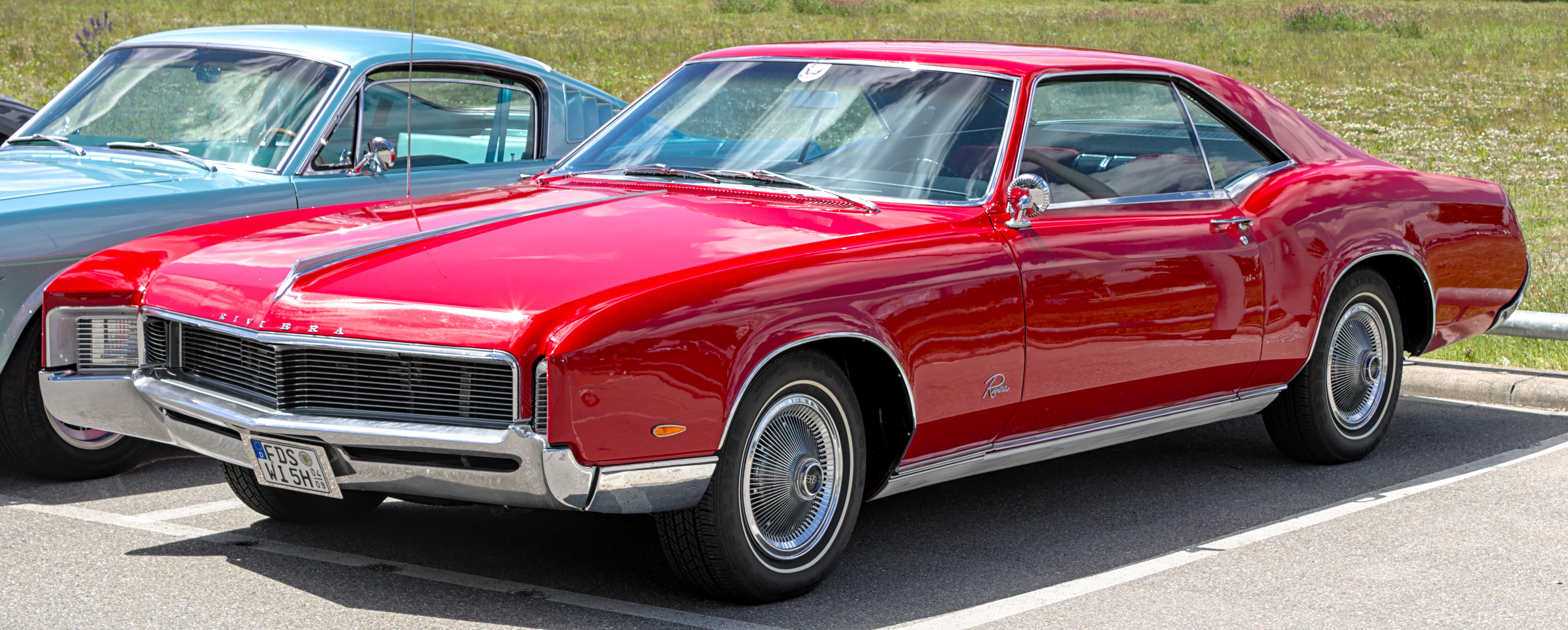
Buick Riviera, 1966

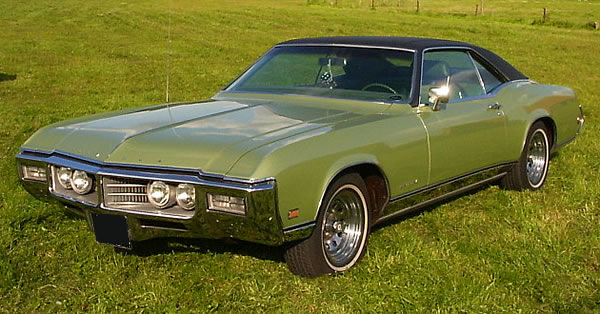
Buick Riviera, 1969

Im Herbst 1965 erhielt der Riviera bei unveränderter Technik eine vollständig neue 5364 mm lange Karosserie mit einem Radstand von nun 3032 mm und einem Gesamtgewicht von 2090 kg. Die Scheinwerfer befanden sich nicht mehr in den äußeren Spitzen der Kotflügel, sondern klappen vor den Frontgrill. Waren sie ausgeschaltet, verbargen sie sich nach oben geklappt unter der Motorhaube. Der neue Riviera kostete USD 4424. Neu war ein „Trommeltacho“, bei dem sich die Geschwindigkeitsskala hinter dem feststehenden Zeiger von oben nach unten drehte.
Der Motorisierung diente nun ausschließlich der Siebenliter-V8-Motor mit 340 SAE-PS bei 4400 min−1 an dem das 2-Gang „Super-Turbine“-Automatikgetriebe von GM angeschlossen war.
1967 kam ein neu entwickelter 430 Kubikzoll (7048 cm³) großer V8 zum Einsatz. Er ersetzte damit den 425 Kubikzoll (6966 cm³) großen „Nailhead“-V8. Die Leistung des neuen 430-Kubikzoll-V8 betrug 360 statt 340 SAE-PS (250 bzw. 265 kW) bei 5000 min−1. Außerdem stieg das Drehmoment von 630 Nm auf 645 Nm. Scheibenbremsen waren auch im Riviera verfügbar, zudem verfügte der Riviera ab 1967 über fünf Sitzplätze.
Neben dem Basismodell gab es mit einem Aufpreis von USD 138 weiterhin den Riviera GS mit Sportfahrwerk, Sperrdifferenzial (Positraction) und Sportreifen, der auch zu den Muscle Cars gezählt wird.
Im Modelljahr 1968 wurde der hintere Stoßfänger weiter am Heck hochgezogen und die Rückleuchten darin integriert. Auch die Front wurde deutlich überarbeitet und die Frontstoßstange wurde wuchtiger. Insgesamt wurde er um rund 100 mm länger. Die Blinkleuchten, vormals in den Kotflügelspitzen, befanden sich in der Stoßstange. Im Wagen durften jetzt – sofern vorn eine Sitzbank montiert war – sechs Personen befördert werden. Der Preis stieg auf USD 5245.
1970 kam ein neuer 7,5-Liter-V8-Motor (455 Kubikzoll; 370 SAE-PS/272 kW; 690 Nm) zum Einsatz. Einmalig in der Modellreihe waren hintere Kotflügelschürzen (engl. Fender skirts) Standard.
Vom Riviera der zweiten Generation entstanden insgesamt 227.669 Exemplare.

## Riviera, 1971–1973

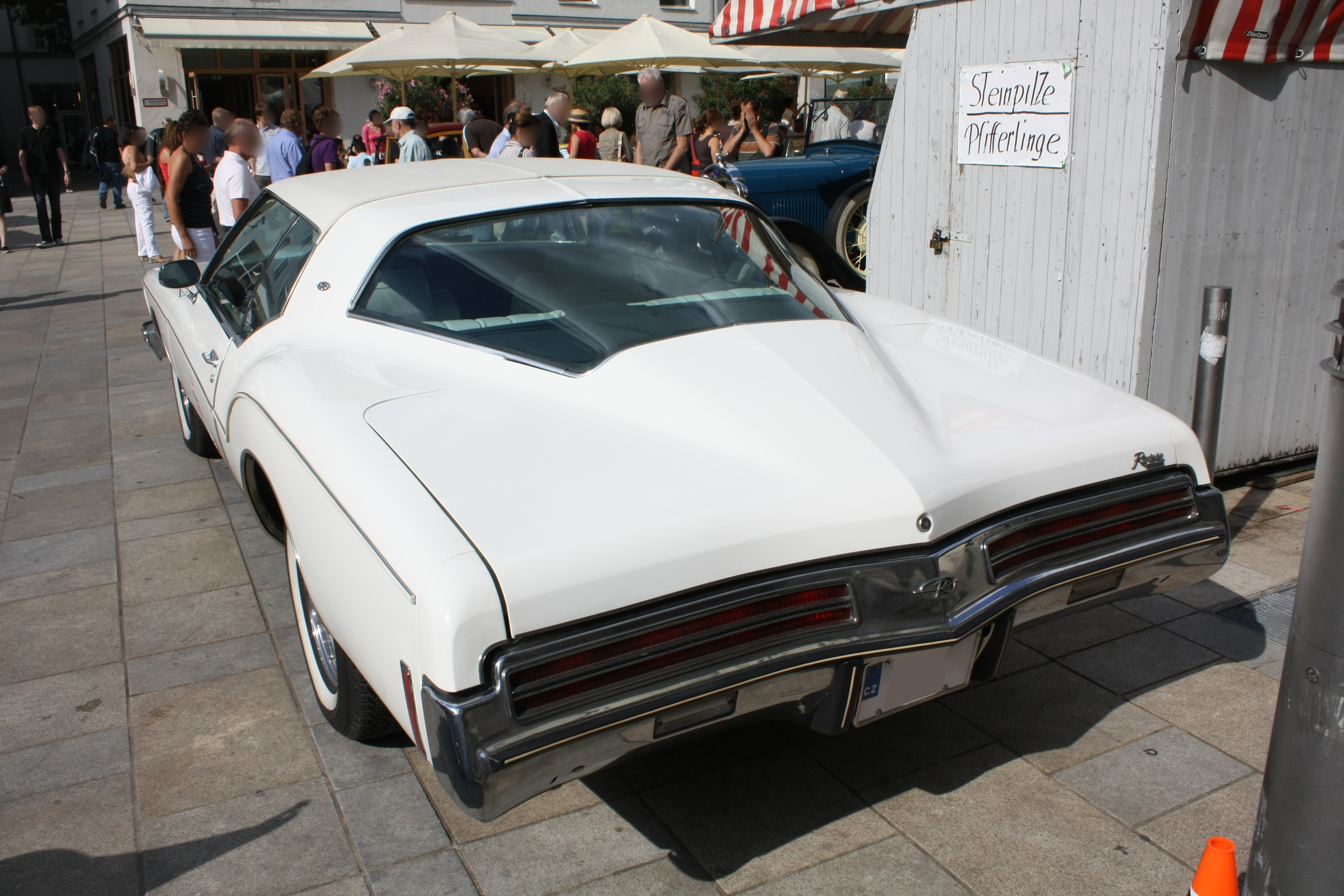
Buick Riviera GS Stage 1, 1973

Ende 1970 erschien der dritte Riviera mit spitz zulaufendem „Boattail“-Heck, das an die klassischen Roadster-Modelle der 1930er-Jahre erinnern sollte, aber auf ein zwiespältiges Echo stieß. Angetrieben wurde der Riviera weiterhin vom 7,5-Liter-V8, der auf 315 (Grundmodell) bzw. 330 SAE-PS (Riviera GS) kam (ab 1972: 253 bzw. 264 Netto-PS).
Der Boattail-Riviera wurde in drei Jahren 101.618 Mal gebaut.

## Riviera, 1974–1976
Die vierte Generation des Riviera fiel nach der laut gewordenen Kritik und dem mäßigen Absatz des Boattail-Modells mit gewöhnlichem Stufenheck sehr konventionell aus. Der 7,5-Liter-Ottomotor fiel in der Leistung auf 213 PS (157 kW), ab 1975 auf 208 PS (154 kW). 1975 erfolgte ein leichtes Facelift, das dem Riviera Rechteck-Doppelscheinwerfer bescherte.
Von dieser Modellgeneration, die deutlich an Statur verloren hatte, wurden in drei Jahren lediglich 54.741 Exemplare gebaut.

## Riviera, 1977–1978

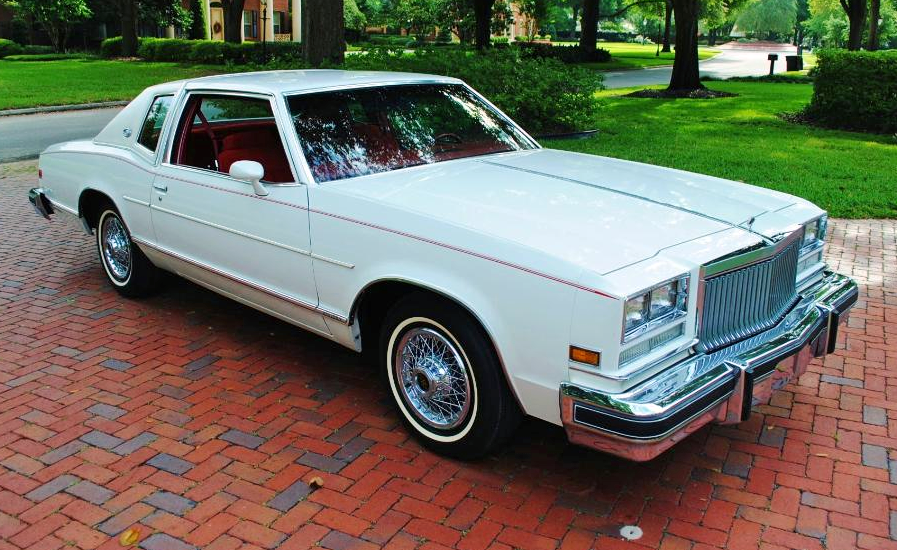
Buick Riviera, 1978

1976 lancierte Buick einen deutlich kleineren und leichteren Riviera auf der Basis der gleichzeitig vorgestellten, ebenfalls erneuerten Buick Le Sabre/Buick-Electra-Modelle. Bei diesem Modell handelte es sich im Grunde um ein Le Sabre Coupé mit leichten Stylingretuschen und gehobener Ausstattung. Angetrieben wurde der in der Länge um reichlich 10 cm und im Gewicht um rund 300 kg geschrumpfte Riviera von einem 5,7-Liter-V8-Motor mit Doppel-Registervergaser und 157 PS (115 kW) oder auf Wunsch von einem von Oldsmobile zugelieferten 6,6-Liter-V8 von 188 PS (138 kW) Leistung.
Von dieser Generation entstanden 46.673 Stück.
Der 1978er Buick Riviera wurde zum 75th Anniversary Buick (Geburtstagsmodell) als Sondermodell LXXV nur 1400 mal gebaut.

## Riviera, 1979–1985

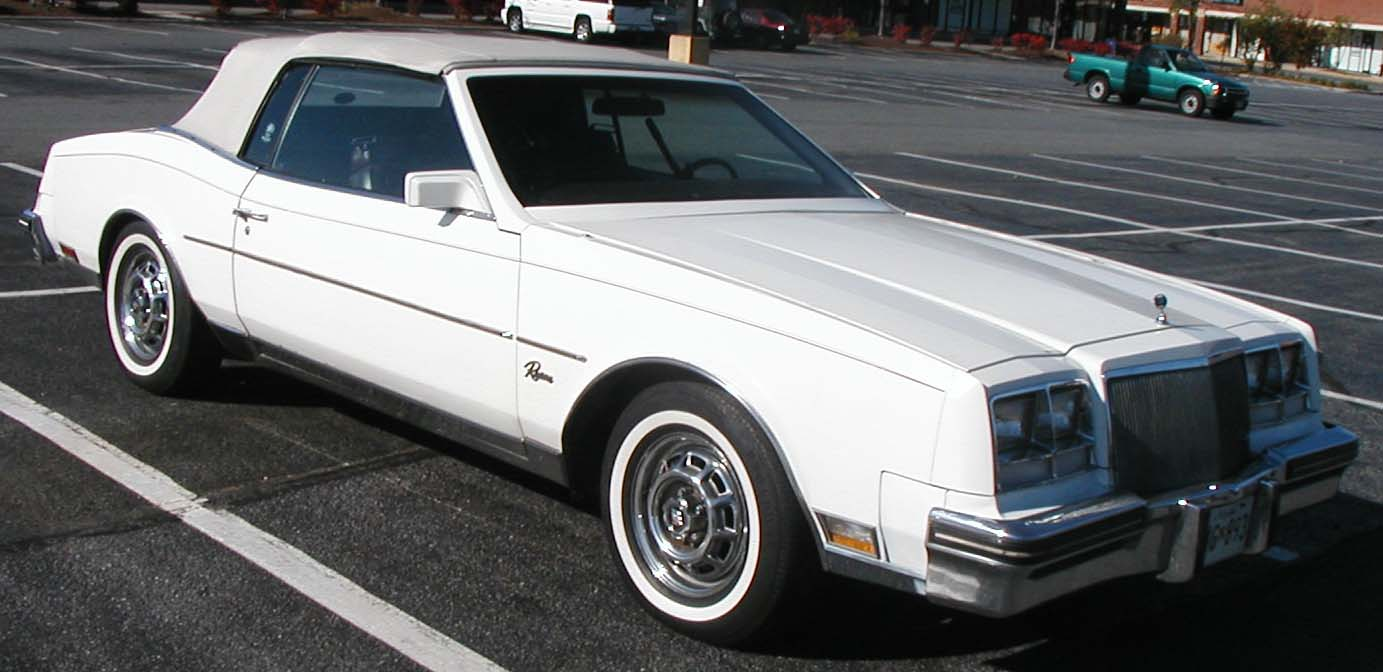
Buick Riviera Cabriolet, 1981–1985

Ab 1979 stellte der Mutterkonzern General Motors die Personal-Luxury-Modelle Buick Riviera, Oldsmobile Toronado und Cadillac Eldorado auf eine gemeinsame Basis (E-Plattform); die Modelle unterschieden sich lediglich durch stilistische Details der Linienführung, die Innenausstattung und teils auch durch ihre Motorisierungen. Zugleich wurde der Riviera erstmals auf Frontantrieb umgestellt.
Der neue Riviera wies nach wie vor einen separaten Rahmen auf, besaß nun aber unabhängig aufgehängte Hinterräder anstelle der Starrachse. Neben dem Grundmodell, das einen 5,7-Liter-V8-Motor (157 PS/115 kW) besaß, wurde ein Riviera S-Type mit einer 172 PS (126 kW) starken Doppel-Registervergaser-Version des hauseigenen turbogeladenen 3,8-Liter-V6-Motor angeboten, den es für Eldorado und Toronado nicht gab; im Gegenzug war der Oldsmobile-V8-Dieselmotor im Riviera anfangs nicht lieferbar. 1981 wurde der S-Type in T-Type umbenannt, neuer Basismotor war ein 127 PS (93 kW) leistender 4,1-Liter-V6, ein Fünfliter-V8 (142 PS/104 kW) ersetzte den bisherigen 5,7-Liter-Motor und der Oldsmobile-Dieselmotor mit 5,7 Litern Hubraum und 106 PS (78 kW) rückte zusätzlich ins Angebot. Im Frühjahr 1982 erschien erstmals in einer Auflage von vorerst 500 Exemplaren ein Riviera-Cabriolet, dessen Umbau bei ASC erfolgte. 1984 erhielt der Turbo-V6-Motor eine elektronisch gesteuerte Einspritzung und erstarkte auf 193 PS (142 kW).
Vom ersten frontgetriebenen Riviera wurden in sechs Jahren 370.282 Stück gebaut, darunter 3898 Cabriolets.

## Riviera, 1986–1993

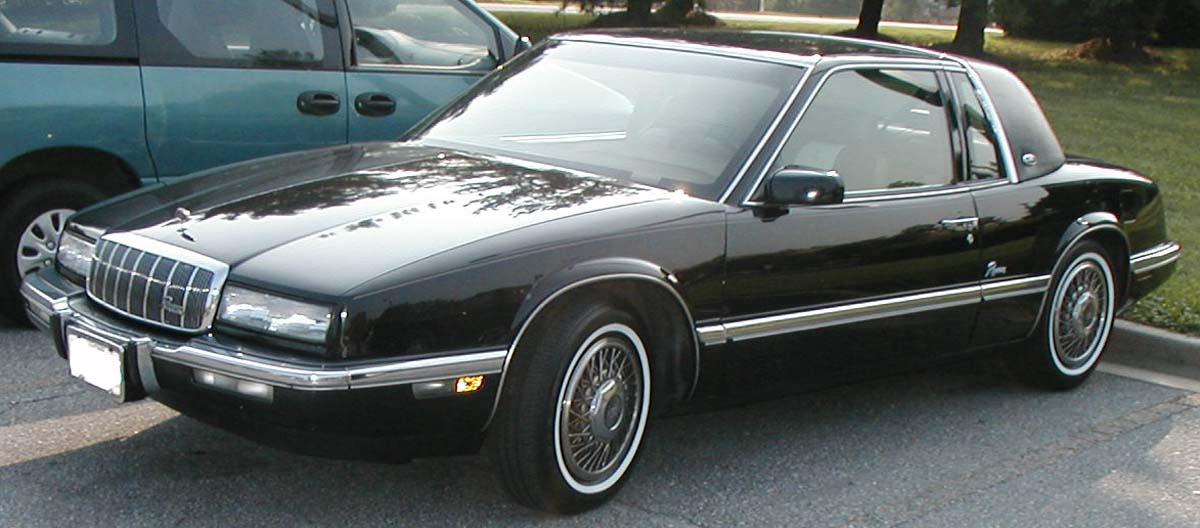
Buick Riviera, 1985–1988

Wie die Geschwister der E-Plattform-Modelle wurde auch der Riviera zum Modelljahr 1986 einer radikalen Verkleinerungskur unterzogen und schrumpfte im Radstand um 15 cm und in der Länge um knapp 50 cm sowie im Gewicht um gut 300 kg. Es blieb bei Frontantrieb und Einzelradaufhängung rundum. Angeboten wurden ausschließlich Coupés als Grundmodell und sportlicher T-Type, angetrieben von einem eingespritzten 3,8-Liter-Saugmotor-V6 (142 PS/103 kW, ab 1987 152 PS/112 kW).
Da die verkleinerten Modelle beim Publikum ausgesprochen schlecht ankamen (der Absatz sank von 64.000 Stück im Jahr 1985 auf 8.600 Exemplare 1987), erhielt der Riviera zum Modelljahr 1989 ein großes Facelift mit breiterer C-Säule und um knapp 30 cm verlängerter Heckpartie. Zugleich wurde die Leistung des 3,8-Liter-Motors auf 167 PS (123 kW) angehoben. 1991 erhielt der Riviera eine 172 PS (126 kW) starke Version dieses Motors und eine elektronische Viergangautomatik.
In dieser Form blieb der Riviera bis Sommer 1993 im Programm; es entstanden in sieben Jahren insgesamt 119.748 Exemplare.

## Riviera, 1994–1998

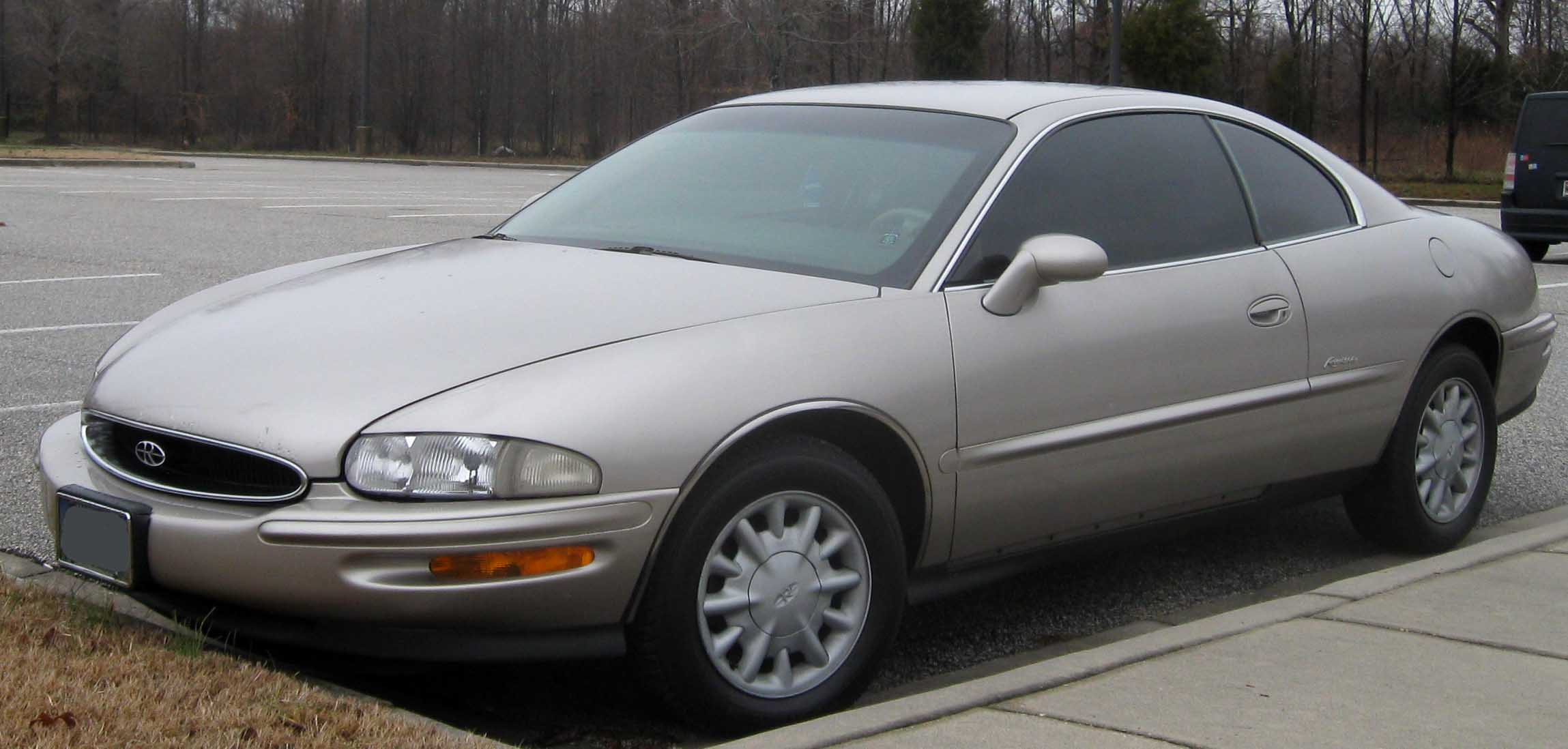
Buick Riviera, 1994–1998

Anfang 1994 auf der NYIAS präsentierte Buick einen neuen und bislang letzten Riviera, wiederum ausschließlich als Frontantriebs-Coupé, motorisiert mit einer Saugversion des 3,8-Liter-V6-Motor (208 PS/153 kW) oder einer Kompressorvariante dieses Motors (228 PS/168 kW), jeweils gepaart mit einer elektronisch gesteuerten Viergangautomatik. 1996 wurde die Leistung der Kompressorversion auf 243 PS (179 kW) angehoben.
Bis zum Auslaufen der Produktion Ende 1998 entstanden insgesamt rund 90.000 Exemplare.

### Technische Daten (1987/1998)
| Technische Daten Buick Riviera (1987/1998) | Technische Daten Buick Riviera (1987/1998)                           | Technische Daten Buick Riviera (1987/1998)                   | Technische Daten Buick Riviera (1987/1998) |
| Buick Riviera                              | 3800 (1987)                                                          | 3800 Kompressor (1998)                                       |                                            |
| ------------------------------------------ | -------------------------------------------------------------------- | ------------------------------------------------------------ | ------------------------------------------ |
| Arbeitsverfahren                           | Viertakt                                                             | Viertakt                                                     |                                            |
| Motorart                                   | Ottomotor                                                            | Ottomotor                                                    |                                            |
| Motor                                      | 6-Zylinder-V-Motor                                                   | 6-Zylinder-V-Motor                                           |                                            |
| Zylinderbankwinkel                         | 90°                                                                  | 90°                                                          |                                            |
| Motoreinbaulage                            | vorne quer                                                           | vorne quer                                                   |                                            |
| Bezeichnung                                | LG3                                                                  | L67                                                          |                                            |
| Hubraum                                    | 3791 cm³                                                             | 3791 cm³                                                     |                                            |
| Bohrung × Hub                              | 96,52 mm × 86,36 mm                                                  | 96,52 mm × 86,36 mm                                          |                                            |
| max. Leistung bei 1/min                    | 112 kW (152 PS) bei 4400                                             | 179 kW (243 PS) bei 5200                                     |                                            |
| max. Drehmoment bei 1/min                  | 271 Nm bei 2000                                                      | 380 Nm bei 3600                                              |                                            |
| Verdichtung                                | 8,5 : 1                                                              | 8,5 : 1                                                      |                                            |
| Gemischaufbereitung                        | Elektronische Einspritzung                                           | Elektronische Einspritzung                                   |                                            |
| Ventilsteuerung                            | Zentrale Nockenwelle                                                 | Zentrale Nockenwelle                                         |                                            |
| Nockenwellenantrieb                        | Kettenantrieb                                                        | Kettenantrieb                                                |                                            |
| Kühlung                                    | Wasserkühlung                                                        | Wasserkühlung                                                |                                            |
| Antriebsart                                | Frontantrieb                                                         | Frontantrieb                                                 |                                            |
| Getriebe                                   | Viergangautomatik                                                    | Viergangautomatik                                            |                                            |
| Getriebebaureihe                           | GM THM 440-T4                                                        | GM THM                                                       |                                            |
| Radaufhängung vorn                         | Längs- und Querlenker, Federbeine, Schraubenfedern                   | Dreieckquerlenker, Federbeine                                |                                            |
| Radaufhängung hinten                       | Querlenker, Dämpferbein, Fiberglas-Querblattfeder, Niveauregulierung | Querlenker, Schraubenfedern, Niveauregulierung               |                                            |
| Bremsenbauart rundum                       | Innenbelüftete Scheibenbremsen                                       | Scheibenbremsen                                              |                                            |
| Bremsen-⌀ vorn                             | 26 cm                                                                | 30,1 cm                                                      |                                            |
| Bremsen-⌀ hinten                           | 25,4 cm                                                              | 27,8 cm                                                      |                                            |
| Bremsassistenzsysteme                      | Servo                                                                | Servo, ABS                                                   |                                            |
| Lenkung                                    | Zahnstangenlenkung, Servo                                            | Zahnstangenlenkung, Servo                                    |                                            |
| Karosserie                                 | Stahlblech, selbsttragend                                            | Stahlblech, selbsttragend; vorderer und hinterer Hilfsrahmen |                                            |
| Spurweite vorn                             | 1520 mm                                                              | 1590 mm                                                      |                                            |
| Spurweite hinten                           | 1520 mm                                                              | 1590 mm                                                      |                                            |
| Radstand                                   | 2745 mm                                                              | 2890 mm                                                      |                                            |
| Abmessungen                                | 4770 mm × 1820 mm × 1360 mm                                          | 5260 mm × 1910 mm × 1390 mm                                  |                                            |
| Leergewicht                                | 1500–1525 kg                                                         | 1675 kg                                                      |                                            |
| Höchstgeschwindigkeit                      | ca. 190 km/h                                                         | ca. 230 km/h                                                 |                                            |
| Beschleunigung, 0–100 km/h                 | k. A.                                                                | k. A.                                                        |                                            |
| Verbrauch                                  | ca. 10–17 l/100 km N                                                 | ca. 13,1 l/100 km S                                          |                                            |